# Tobečiksko jezero
Tobečiksko jezero (rus. Тобечи́кское о́зеро, ukr. Тобечикське озеро, krim. tat. Тöbeçik gölü) je slano jezero na jugoistoku Kerčkog poluotoka u Lenjinskom rajonu na Krimu. Jezero pripada Kerčkoj skupini jezera.
Sela Ohon'ky i Chelyadinove nalaze se sjeverno od jezera, Kostyrine na jugu, a grad Kerč na sjeveroistoku.

## Vanjske poveznice
|  | Zajednički poslužitelj ima još gradiva o temi Tobečiksko jezero |